# Froelichiinae
Froelichiinae je polifiletički podtribus biljaka iz porodice štirovki, dio tribusa Gomphreneae.

## Rodovi
Sastoji se od 9 rodova:
1. Guilleminea Kunth (6 spp.)
2. Tidestromia Standl. (8 spp.)
3. Froelichia Moench (15 spp.)
4. Froelichiella R. E. Fr. (1 sp.)
5. Pfaffia Mart. (33 spp.)
6. Hebanthodes Pedersen (1 sp.)
7. Hebanthe Mart. (5 spp.)
8. Pedersenia Holub (9 spp.)
9. Alternanthera Forssk. (107 spp.)